# De Havilland Canada DHC-3 Otter

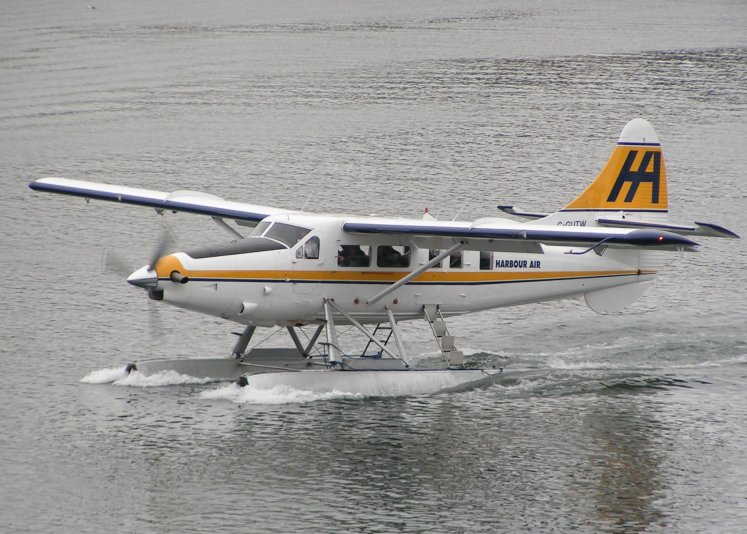
DHC-3 Otter mit Turbopropumbau als Wasserflugzeug

Die de Havilland Canada DHC-3 Otter ist ein einmotoriges Propellerflugzeug des kanadischen Herstellers de Havilland Canada. Sie ist die vergrößerte Variante der DHC-2 Beaver. Verwendung fand sie unter anderem als Buschflugzeug und Militärtransporter. Die Otter diente als Konstruktionsgrundlage für die mit zwei Turboprop-Motoren ausgestattete Twin Otter.

## Geschichte
De Havilland Canada begann Anfang 1951 mit der Entwicklung eines robusten STOL-fähigen Mehrzweck-Transportflugzeugs, nachdem bereits die Beaver erfolgreich eingeführt worden war. Der neue, ursprünglich als King Beaver bezeichnete einmotorige Schulterdecker sollte höhere Nutzlasten transportieren können als sein Vorgänger.
Der neue Entwurf sah gegenüber der Beaver einen längeren Rumpf und eine größere Spannweite vor. Die Zahl der Passagierplätze konnte so auf bis zu elf gesteigert werden. Der Antrieb bestand aus einem 450 kW leistenden Pratt & Whitney R-1340-Wasp-Sternmotor. Die Otter konnte wie der Vorgänger mit Skiern oder Schwimmern ausgestattet werden.
Der Erstflug erfolgte am 12. Dezember 1951. Im Oktober 1952 erhielt die Otter die kanadische Zulassung als Land- und Wasserflugzeug. Kurz darauf begann die Serienproduktion. Am 14. März 1955 wurden die ersten sechs Maschinen an die US Army ausgeliefert, die in der Arktis Beobachtungsaufgaben wahrnehmen sollten. Bis 1967 wurden 466 Exemplare gebaut.

## Nutzung
Obwohl die Otter auf eine hohe Nachfrage von Busch-Fluggesellschaften stieß, wurde die US Army der wichtigste Abnehmer. An diesen Kunden wurden 184 Exemplare der U-1A Otter geliefert. Weitere militärische Nutzer waren Australien, Kanada und Indien.
Die Otter wird bis heute im zivilen Luftverkehr eingesetzt, unter anderem im Fallschirmsport.

## Produktion
Abnahme der DHC-3 durch US Army und US Navy:
| Version          | 1955 | 1956 | 1957 | 1958 | 1959 | 1960 | Summe |
| ---------------- | ---- | ---- | ---- | ---- | ---- | ---- | ----- |
| YU-1 Army        | 6    |      |      |      |      |      | 6     |
| U-1A Army        | 5    | 76   | 9    | 40   | 36   | 17   | 183   |
| U-1A MDAP        |      |      |      |      | 1    |      | 1     |
| UC-1 Navy        | 1    | 12   |      |      |      |      | 13    |
| U-1A Coast Guard |      | 4    |      |      |      |      | 4     |
| Summe            | 12   | 92   | 9    | 40   | 37   | 17   | 207   |

## Varianten
- CSR-123 Otter : DHC-3 der kanadischen Luftwaffe
- YU-1 Otter : sechs Testversionen für die US Army.
- U-1A Otter : Serienversion der US Army.
- UC-1 Otter : Version der US Navy im bis 1962 gültigen Bezeichnungssystem (C stand hier für den Hersteller de Havilland Canada); ab 1962 als U-1B Otter bezeichnet.
- DHC-3T Turbo-Otter : Turboprop-Ausführung mit einem 494 kW leistenden PT6A-27-Antrieb
- Texas Conversions Super Otter : Turboprop-Ausführung mit einem 662 kW leistenden Garrett-Honeywell-TPE-331-10-Antrieb

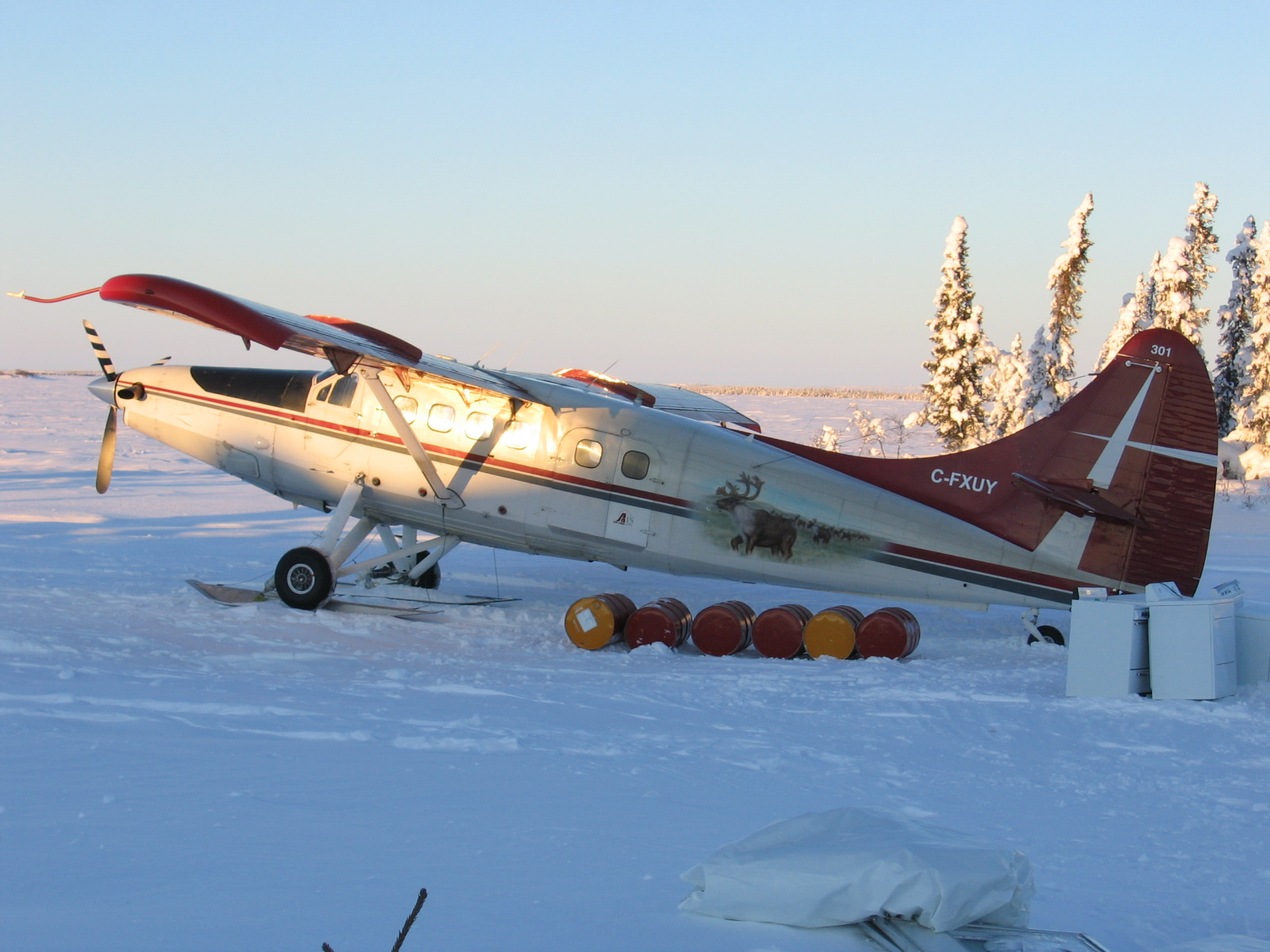
Turbo-Otter mit Skiern

## Umbauten
Einige Maschinen wurden zu Turbopropflugzeugen umgebaut und erhielten entweder einen Pratt & Whitney-Canada-PT6-Antrieb, den tschechischen Walter-M601-Motor oder ein Garrett/Honeywell-TPE331-10-Triebwerk. Diese Flugzeuge erhielten die Bezeichnung Turbo-Otter, letztere auch Texas Conversions Super Otter.
Gelegentlich wurden die Maschinen von Airtech Canada auf Sternmotoren des Typs ASz-62IR-M18 umgerüstet, die beim polnischen Hersteller PZL lizenzgefertigt wurden. Sie hießen dann DHC-3/1000.

## Zwischenfälle
- Am 21. Juni 1957 wurde eine de Havilland Canada DHC-3 Otter der Philippine Airlines (Luftfahrzeugkennzeichen PI-C52) an einem unbekannten Ort in den Philippinen irreparabel beschädigt. Über Personenschäden liegen keine Informationen vor.[4]

- Am 11. Dezember 1957 kippte eine DHC-3 Otter der Philippine Airlines (PI-C55) nach dem Start vom Flugplatz Ozamiz City-Labo (Philippinen) in 20 Metern Höhe plötzlich nach links, stürzte nach unten, schlug gegen zwei Bäume und fing Feuer. Obwohl das Gewicht im Limit war, lag der Schwerpunkt aufgrund der fast alle hinten sitzenden Passagiere weit außerhalb der zulässigen Grenze. Dadurch konnte der Pilot die Längsneigung nicht mehr kontrollieren. Von den 12 Insassen wurden 2 getötet, je ein Besatzungsmitglied und Passagier.[5]

- Am 29. August 1961 startete eine DHC-3 Otter der Eastern Provincial Airways (CF-MEX), die für Greenlandair betrieben wurde, von der Sondrestrom Air Base zu einem Charterflug zum Flughafen Aasiaat. Als die Maschine eine Flughöhe von 3.500 Fuß erreichte, entwickelte sich ein schwerer Brand an Bord, ausgelöst durch eine Undichtigkeit im Vergaser. Den Piloten, die sich bei dem Vorfall schwere Brandverletzungen zuzogen, gelang eine Notlandung auf einem See, wobei die Maschine ans Ufer schlitterte und dort ausbrannte. Die vier Passagiere blieben unverletzt. Bei den Geschehnissen wurde der Flugkapitän aus dem Cockpit geschleudert und unter einer Schwimmkufe eingeklemmt. Er erlitt schwere Brandverletzungen, an denen er 11 Tage später starb (siehe auch Flugunfall der Greenlandair bei Kangerlussuaq 1961).

- Am 27. Juli 1962 stürzte eine DHC-3 Otter der Philippine Airlines (PI-C56) bei Mutya, Misamis Oriental (Philippinen) in einen Wald, rund 65 Kilometer von der geplanten Strecke entfernt. Beide Insassen, der Pilot und der einzige Passagier, wurden getötet.[6]

- Am 20. Mai 1964 wurde eine DHC-3 Otter der Philippine Airlines (PI-C51) am Sibuco Point (Philippinen) ins Gelände geflogen. Trotz Instrumentenflugbedingungen in sehr schlechtem Wetter flog der Pilot nach Sichtflugregeln und auf jeden Fall viel zu tief. Durch diesen CFIT (Controlled flight into terrain) wurden alle 11 Insassen getötet, der Pilot und die 10 Passagiere.[7]

- Am 26. Juli 1969 wurde eine auf dem Flughafen Atlantic City geparkte DHC-3 Otter der United States Air Force (57-6109) durch den Brand einer nebenan abgestürzten Boeing 707 der Trans World Airlines als Totalverlust abgeschrieben (siehe auch Trans-World-Airlines-Flug 5787).[8]

- Am 18. September 1982 stürzte eine DHC-3 Otter der kanadischen Central Mountain Air (C-FDJA) nahe dem Two Bridge Lake (British Columbia) ab. Alle fünf Insassen starben.[9]

- Am 9. August 2010 kamen beim Absturz einer 53 Jahre alten DHC-3T Turbo Otter in Alaska fünf der neun Insassen ums Leben, darunter der ehemalige republikanische Senator Ted Stevens.[10]

- Bis einschließlich März 2011 verunglückten vier DHC-3 Otter durch einen in-flight breakup (Ablösen von strukturell wichtigen Teilen während des Fluges).[2]

## Militärische Nutzer
- Argentinien
- Äthiopien
- Australien
- Bangladesch
- Chile
- Costa Rica
- Ghana

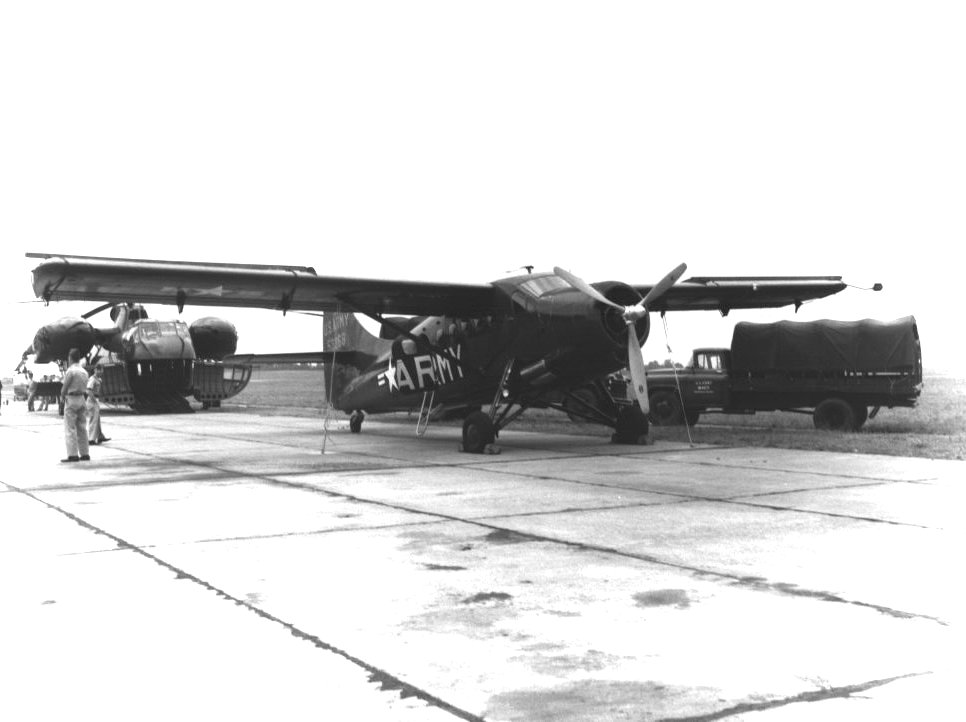
U-1A der US Army

  - Ghanaische Luftwaffe – 12 von 1961 bis 1973 (G-300 bis G-311)
  - Seriennummern: 413, 414, 416, 418, 420, 422, 424, 425, 426, 428, 430, 431[11]
- Haiti
- Indien
- Indonesien
- Kambodscha
- Kanada
- Kolumbien
- Malaysia
- Myanmar
- Neuseeland
- Nicaragua
- Nigeria
- Norwegen
- Panama
- Paraguay
- Philippinen
- Südvietnam
- Tansania
- Vereinigtes Königreich
- Vereinigte Staaten

## Technische Daten
| Kenngröße             | Daten                                                                    |
| --------------------- | ------------------------------------------------------------------------ |
| Besatzung             | 1                                                                        |
| Passagiere            | 10–11                                                                    |
| Länge                 | 12,80 m                                                                  |
| Spannweite            | 17,69 m                                                                  |
| Höhe                  | 3,83 m (Wasserflugzeug: 4,57 m)                                          |
| Leermasse             | 1860 kg (Wasserflugzeug: 2055 kg)                                        |
| Startmasse            | 3630 kg (Wasserflugzeug: 3613 kg)                                        |
| Höchstgeschwindigkeit | 258 km/h (Wasserflugzeug: 245 km/h)                                      |
| Dienstgipfelhöhe      | 5730 m (mit S1H1-G)                                                      |
| Reichweite            | 1545 km                                                                  |
| Triebwerke            | ein Sternmotor Pratt & Whitney R-1340 S1H1-G oder S3H1-G Wasp mit 447 kW |